# Betlen község
Betlen község (románul: Comuna Beclean) község Brassó megyében, Romániában. Központja Betlen, beosztott falvai Boholc, Huréz, Kálbor, Luca.

## Népessége
A 2011-es népszámlálás adatai alapján a község népessége 1826 fő volt.